# 偽キナーゼ
偽キナーゼ（ぎキナーゼ、英: Pseudokinases）は、蛋白質キナーゼの触媒能を欠いた偽酵素変異体であり、生命界のあらゆるキノームに存在する。偽キナーゼは、生理機能（シグナル伝達）と病態生理学的機能の両方を有している。

## 歴史
偽キナーゼという用語は2002年に初めて造語され、その後幾つかの「クラス」に細分化された。ヒトキノームには、キナーゼとユビキチンE3合成酵素シグナル伝達のインターフェースにあるTribbles偽キナーゼなど、幾つかの偽キナーゼ含有ファミリーが存在する。 
ヒトの偽キナーゼ（および偽ホスファターゼ類縁蛋白質）は、多様な疾患に関与していることが示唆されており、潜在的な薬物標的および抗標的として注目されている。偽キナーゼは、真核生物の蛋白質キナーゼ（eukaryotic protein kinase; ePK）とePKに関連しない偽酵素蛋白質（例：FAM20A; ATPに結合する、αCヘリックスがグルタミン酸からグルタミンへ変換されて保存された偽キナーゼ）の進化的混合物である。 
FAM20Aは歯周病に関係しており、ゴルジ体で分泌される蛋白質（牛乳蛋白質カゼインなど）のリン酸化を制御する重要な生理学的カゼインキナーゼであるFAM20Cの触媒活性を制御する役割を果たす。 
包括的な分子進化解析により、偽キナーゼが複数のサブファミリーに分類されることが確認されている。これらのサブファミリーは、原核生物、古細菌、および注釈付きプロテオームを持つすべての真核生物系統を含む、生命界全体にわたる生物の注釈付きキノームに存在する。一部の偽キナーゼはATPの結合能を失っていなかったり、移動した触媒残基に伴う非典型的な反応を触媒したりできる。更に、AlphaFoldなどの構造予測アルゴリズムを使用して偽キナーゼの折り畳みを解析できる。一部の偽キナーゼは種特異的な適応を示し、例えば脊椎動物の偽キナーゼPSKH2は、密接に関連する分泌経路セリン・スレオニンキナーゼPSKH1と同様に、ヒト細胞のHsp90分子シャペロンシステムのクライアントである。 

## 参考資料
- “The evolving world of pseudoenzymes: proteins, prejudice and zombies”. BMC Biology 14 (1). (November 2016). doi:10.1186/s12915-016-0322-x. PMC 5106787. PMID 27835992.